# Nor Gjuch
Nor Gjuch – wieś w Armenii, w prowincji Kotajk. W 2011 roku liczyła 1423 mieszkańców.